# Sphaeramia
Sphaeramia es un género de peces de la familia Apogonidae. Fue descrito por Henry Weed Fowler y Barton Appler Bean en 1930.

## Especies
- Sphaeramia nematoptera (Bleeker, 1856)
- Sphaeramia orbicularis (G. Cuvier, 1828)